# Талій
Талій (лат. Thallium) — хімічний елемент із атомним номером 81 та відповідна проста речовина, перехідний метал. Електронна конфігурація [Xe]4f146s25d106p1; група 13, період 6, p-блок. Природний Tl складається з двох стабільних ізотопів 203Tl і 205Tl (основний). Ступені окиснення: +3 (оксидант), +1 (стабільний). Сполуки, які мають стехіометрію іншу, ніж та, що відповідає Tl(І) і Tl(ІІІ), містять змішані ступені окиснення (пр., TlBr2 = TlІ[ TlIIIBr4]). Tl(І) слабо-, а Tl(ІІІ) — сильнокомплексотворні. Оксиди: оксид талію(І) Tl2О, оксид талію(ІІІ) Tl2О3. Талійорганічні сполуки: TlMe3 (спалахують на повітрі), TlC5Н5, TlOR — полімерні.
Проста речовина — талій, є металом, з температурою плавлення 303,5 ºC, температурою кипіння 1457 °С, густиною 11,85 г см–3. Талій взаємодіє з сіркою, галогенами, слабо розчинний у розведених кислотах, легко — у HNO3.

## Історія
Відкритий у 1861 р. англ. фізиком і хіміком Вільямом Круксом за допомогою за характерною зеленою лінією в спектрі (звідси назва: від грецьк. thallós — молода, зелена гілка). Чистий металічний талій незалежно одержаний Круксом і франц. хіміком Клодом-Огюстом Ламі в 1862 р.
Назву елемент отримав за характерними зеленими лініями свого спектру і зеленим забарвленням полум'я. Від грец. θαλλος — молода зелена галузка.

## Властивості
Атомна маса 204,37. У природі існує два стабільних ізотопи — 203Tl і 205Tl. Радіоактивні ізотопи: 207Tl — 210Tl. Оксиди: Tl2O, Tl2O3.
Подібно до лужних металів (Li-Fr) талій є одновалентним Tl+. TlOH є сильною основою (луг), жовтого кольору. Також утворює (подібні до лужних меалів) політіосульфіди, алкоголяти. Tl2CO3, Tl2SO4, Tl4[Fe(CN)6] — розчинні у воді сполуки, а Tl2[PtCl6] — нерозчинна у воді сіль подібно до K2[PtCl6]. Подібно до калію, рубідію, амонію талій утворює галуни: TlAl(SO4)·12H2O, TlU(SO4)·12H2O.
В ряду галогенідів TlF→TlI та AgF→AgI розчинність солей падає (фториди обох металів добре розчиняються у воді).
Деякими своїми властивостями (фізичними та хімічними) талій нагадує свинець. Він важкий, м'який та легкоплавний метал. Хромат та йодид талію — жовтого кольору, нерозчинні у воді солі.
Tl3+ подібний до своїх аналогів — індію, галію, алюмінію. Проте тривалентний талій не утворює галуни. Tl3+ — активний окисник, на відміну від своїх аналогів по групі. Цим він подібний до свинцю (IV) та золота (III).
Проста речовина — талій. Блакитно-сірий, важкий, м'який та легкоплавний метал. При температурі нижче 233 °C має щільноупаковану гексагональну кристалічну ґратку, вище 233 °С — об'ємноцентровану кубічну ґратку. При тиску 3,9 ГПа ґратка гранецентрована кубічна. Густина 11849 кг/м³. tплав 303,6 °C, tкип 1457 °C. За своїми фізичними та хімічними властивостями талій нагадує свинець. На повітрі легко окиснюється і швидко тьмяніє; з галогенами і киснем взаємодіє при нормальних умовах, з сіркою і фосфором — при нагріванні.

## Отримання
У промислових масштабах талій попутно вилучають при переробці сульфідних руд кольорових металів (Pb, Zn, Cu). Його вилучають з промпродуктів свинцевого, цинкового і мідного виробництв. Технічно чистий талій очищають від інших елементів, що містяться в колошниковому пилу (Ni, Zn, Cd, In, Ge, Pb, As, Se, Te), розчиненням в теплій розведеній кислоті з наступним осадженням нерозчинного сульфату свинцю і додаванням HCl для осадження хлориду талію (TlCl). Подальше очищення досягається електролізом сульфату талію у розбавленій сірчаній кислоті з використанням платинового дроту та виділенням талію в атмосфері водню при 350–400 °С.

## Поширення
Середній вміст талію в земній корі (кларк) 4,5·10−5 % (мас), зокрема в ультраосновних породах 10−6 %, в основних породах 2×10−5 %, у морській воді 0,01 мкг/л. Як і лужні метали, талій концентрується у верхній частині земної кори — в гранітному шарі, в якому його вміст 1,5×10–4 %.
Талій належить до розсіяних елементів. Міститься у обманках і колчеданах цинку, міді й заліза, у калійних солях і слюдах. Відомо лише 7 мінералів талію (круксит (Cu, Tl, Ag)2Se, лорандит TlAsS2, врбаїт Tl4Hg3Sb2As8S20 (або TlSbAs2S5), гутчинсоніт (Pb, Tl)S• Ag2S•5As2S5, авіценіт Tl2O3 і ін.), усі вони вкрай рідкісні.
Талій як ізоморфна домішка входить до кристалічної ґратки ґаленіту, сфалериту, марказиту. Головна маса талію пов'язана із сульфідами й насамперед з дисульфідами заліза. У піриті він установлений в 25 % проаналізованих зразків. Його вміст у дисульфідах заліза нерідко становить 0,1–0,2 %, а іноді досягає 0,5 %. У галеніті вміст талію становить 0,003–0,1 %. Високі концентрації талію в дисульфідах і галенітах характерні для низькотемпературних свинцево-цинкових родовищ у вапняках. У деяких сульфосолях вміст талію сягає 0,5 %. Невелика кількість талію зустрічається в багатьох інших сульфідах, наприклад у сфалеритах і халькопіритах деяких мідноколчеданних родовищ його вміст коливається від 25 до 50 г/т.
Найбільша геохімічна подібність талію спостерігається до К, Rb, Cs, Pb, Ag, Cu, Bi. Талій легко мігрує в біосфері. Із природних вод він сорбується вугіллям, глинами, гідроксидами марганцю, накопичується при випаровуваннях води (напр., в озері Сиваш до 5×10−8 г/л). Виявлений у калієвих мінералах (слюді, польових шпатах), сульфідних рудах: галеніті, сфалериті, марказиті (до 0,5 %), кіноварі.

## Ізотопи
Природній талій складається з двох різних ізотопів. Обидва вони стабільні.
| Масове число | Частка у природному талії | Період напіврозпаду |
| ------------ | ------------------------- | ------------------- |
| 203          | 29,524 %                  | ∞                   |
| 205          | 70,48 %                   | ∞                   |

Загалом відомо 66 ізотопів талію з масовими числами від 176 до 217, 24 з яких — метастабільні.
З нестабільних ізотопів, найбільші періоди напіврозпаду мають 204Tl (3,8 років) і 202Tl (12,3 днів).

## Застосування
Талій і його сполуки мають невелике за обсягом, але різноманітне застосування.
Сполуки талію використовують у виробництві оптичного скла, фотоелементів, як компонент легкоплавких і підшипникових сплавів, у приладах для визначення кисню у воді тощо.
Галогеніди талію добре пропускають інфрачервоне проміння. Тому їх використовують в оптичних приладах, що працюють в інфрачервоній ділянці спектра. Монокристали твердих розчинів галогенідів TlBr — TlI і TlCl — TlBr (технічні марки КРС-5 і КРС-6) використовують для виготовлення оптичних деталей у приладах інфрачервоної техніки.
Карбонат талію застосовують для виготовлення скла, що має високу здатність до заломлення. Талій входить до складу речовини електрода селенового випрямляча, є активатором багатьох люмінофорів. Сульфід талію використовують у фотоелементах. Металічний талій — компонент багатьох свинцевих сплавів: підшипникових, кислототривких, легкоплавких.
Кристали TlCl і TlCl-TlBr — як радіатори лічильників Черенкова. Оксид Tl2O входить до складу деяких оптичних стекол. Сульфіди, оксисульфіди, селеніди, телуриди — компоненти напівпровідникових матеріалів, що використовуються при виготовленні фотоопорів, напівпровідникових випрямлячів, відіконів. Водний розчин суміші мурашиної кислоти і малоновокислого талію (важка рідина Клерічі) застосовують для розділення мінералів за щільністю. Амальґама талію, яка твердне при -59 °С, застосовується в низькотемпературних термометрах. Металевий талій використовують для одержання підшипникових і легкоплавких сплавів, а також у кисне-витратомірах для визначення кисню у воді. Ізотоп 204Tl використовують як джерело β-випромінювання у радіоізотопних приладах.

## Біологічна роль
Сполуки талію дуже отруйні, чим подібні до ртуті та свинцю. Так, сульфат талію використовують як ефективний засіб у боротьбі з гризунами. Токсичний, ГДК 0,1 мг/м³.